# Of Mice & Men (Band)
Of Mice & Men ist die 2009 in Costa Mesa (Kalifornien) vom ehemaligen Attack-Attack!-Sänger Austin Carlile gegründete Metalcore-Band. Der Bandname lehnt sich an das Buch Of Mice and Men von John Steinbeck an. Die Gruppe steht derzeit bei Rise Records unter Vertrag und veröffentlichte über die Plattenfirma ihre Alben Of Mice & Men (2010), The Flood (2011) und Restoring Force (2014), die alle den Sprung in die offiziellen US-Charts schafften.

## Geschichte

### 2009–2011: Gründung und DebütalbumOf Mice & Men

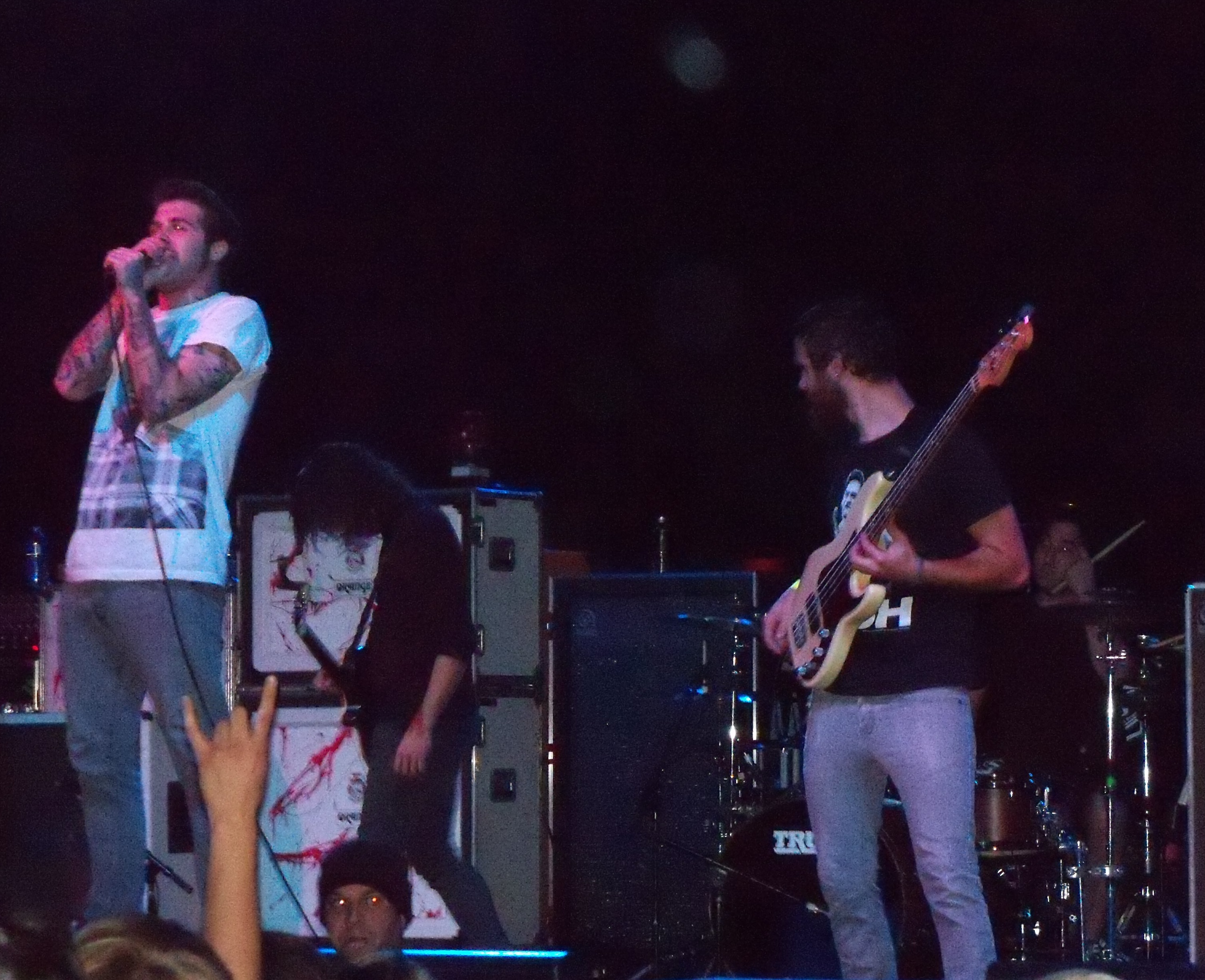
Of Mice & Men bei einem Auftritt in Tempe (Arizona) im Jahr 2010

Of Mice & Men wurde von Austin Carlile und dem neuseeländischen Musiker Jaxin Hall (E-Bass) in Costa Mesa gegründet. Hall lebte zu diesem Zeitpunkt in Columbus (Ohio). Gemeinsam mit der Underground-Band Though She Wrote nahmen die beiden Musiker in den Paper Tiger Studios in Columbus ihr Demo Seven Thousand Miles for What? auf. Carlile und Halls suchten monatelang nach weiteren Musikern und fanden diese in Valentino Arteaga (Schlagzeug, Lower Definition), Jonathan Kintz (E-Gitarre, Odd Project) und Phil Manansala (E-Gitarre), der bereits als Tour-Musiker bei A Static Lullaby gespielt hatte.
Austin Carlile und Jaxin Hall zogen nach Südkalifornien, um mit den neuen Musikern arbeiten zu können. Kurz nach dem Einstieg von Jonathan Kintz wurde dieser aufgrund persönlicher Differenzen wieder aus der Band geworfen und durch Shayley Bourget ersetzt. Nachdem die Gruppe innerhalb von nur zwei Monaten nach Eröffnung des MySpace-Kanals eine Million Aufrufe erreicht hatte, nahm die Band gemeinsam mit Tom Denney, dem ehemaligen Gitarristen von A Day to Remember, eine Coverversion von Poker Face auf. Diese Demo wurde an Rise Records geschickt, das die Gruppe kurz darauf unter Vertrag nahm.
Am 14. Juli 2009 flog die Gruppe nach Connersville, um mit Joey Sturgis in den Foundation Studios ihr Debütalbum aufzunehmen. Die Gruppe drehte in Ventura die Musikvideos zu Those in the Glass Houses und Second & Sebring. Second & Sebring hatte Fernsehpremiere in der Sendung Headbangers Ball am 15. März 2010. Am 9. März 2010 erschien ihr selbstbetiteltes Debütalbum. Die Gruppe wollte das Album bereits im Februar auf den Markt bringen, musste das Veröffentlichungsdatum aufgrund mehrerer technischer Probleme weiter nach hinten verschieben. Unter anderem hatten Fans die Seite der Gruppe gehackt.

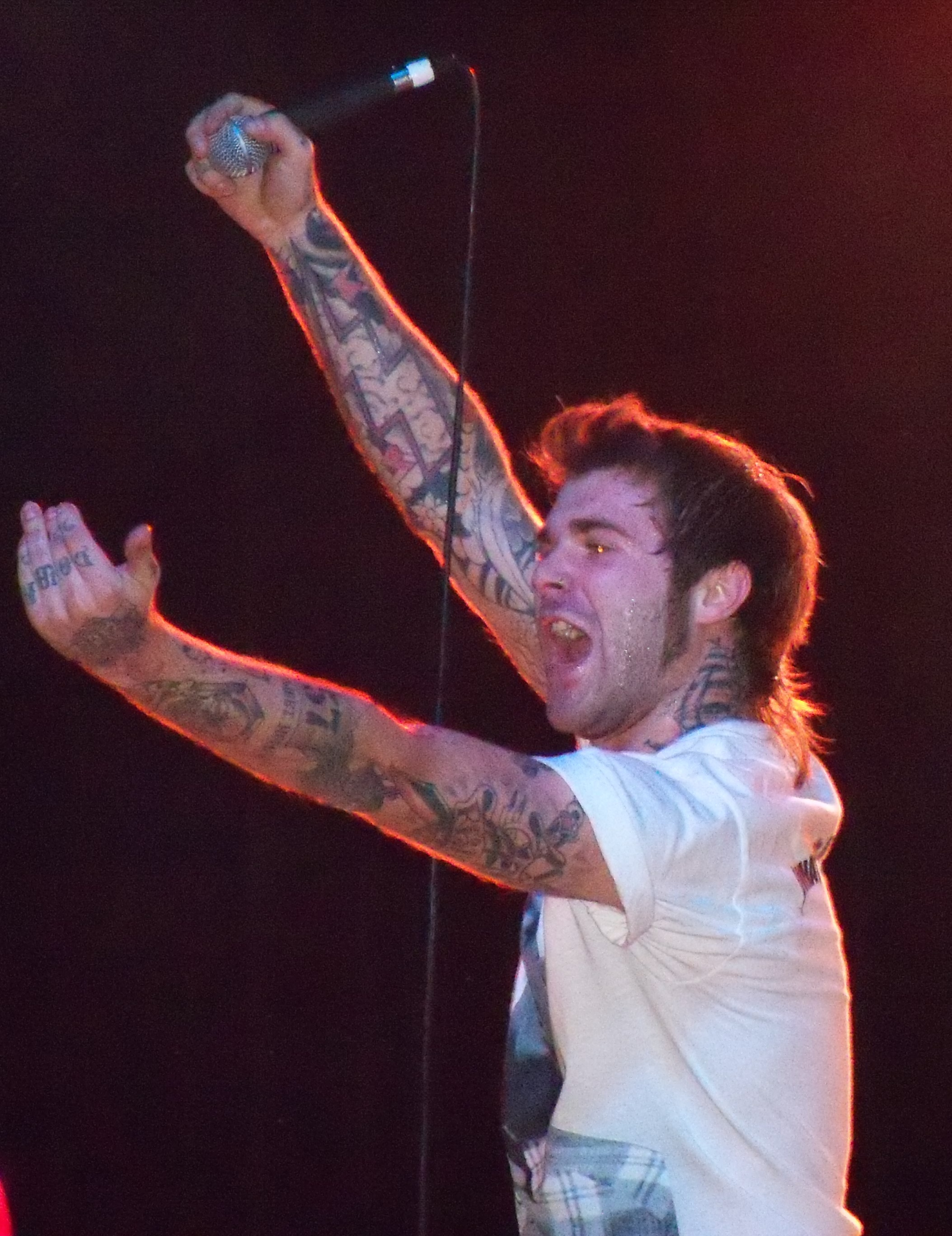
Jerry Roush, zwischenzeitlicher Sänger der Band, im Jahr 2010

Die Gruppe wurde schnell in das Line-Up der Squash the Beef Tour integriert. Die Band tourte gemeinsam mit Dance Gavin Dance, Emarosa, Of Machines und Tides of Man. Noch im Jahr 2009 war Of Mice & Men eine Supportband der Atticus Tour mit Finch; Blessthefall; Drop Dead, Gorgeous; Vanna und Let’s Get It. Direkt nach der Atticus Tour, war die Band Bestandteil der Leave It to the Suits Tour mit We Came as Romans, I See Stars und Broadway.
Aufgrund einer Herzoperation musste Carlile die Band zwischenzeitlich verlassen. Sein Arzt hatte ihm verboten die The Emptiness Tour (mit Alesana, The Word Alive, A Skylit Drive und We Came as Romans) zu bestreiten. Sein Ersatzmusiker wurde Jerry Roush von der inzwischen aufgelösten Band Sky Eats Airplane. Carlile indes kehrte nach überstandener Reha nicht zur Band zurück, da er zwischenzeitlich mit den übrigen Mitgliedern der Band in einem persönlichen Konflikt verwickelt war. So wurde Jerry Roush permanenter Sänger der Gruppe. Nach der The Emptiness Tour war die Gruppe mit Emmure, Pierce the Veil und In Fear and Faith Support für Attack Attack! auf deren This Is a Family Tour. Am 23. August 2010 verließ Jaxin Hall Of Mice & Men, um sich auf sein Privatleben und seine Kleidermarke Love Before Glory zu konzentrieren. Dane Poppin von A Static Lullaby sprang kurzfristig für eine Tour als Bassist ein.
Die Gruppe ist in der Punk Goes…-Serie auf Punk Goes Pop 3 mit dem Cover des Stückes Blame It von Jamie Foxx zu finden. Es ist die einzige Studioversion eines Liedes, bei der Jerry Roush als Sänger der Band zu hören ist. Die Gruppe spielte 2010 erstmals auf der Warped Tour. Kurz nach dem Ende der Warped Tour spielte die Gruppe mit Blessthefall und August Burns Red eine Tour durch das Vereinigte Königreich.

### 2011–2012: Carliles Wiedereinstieg undThe Flood

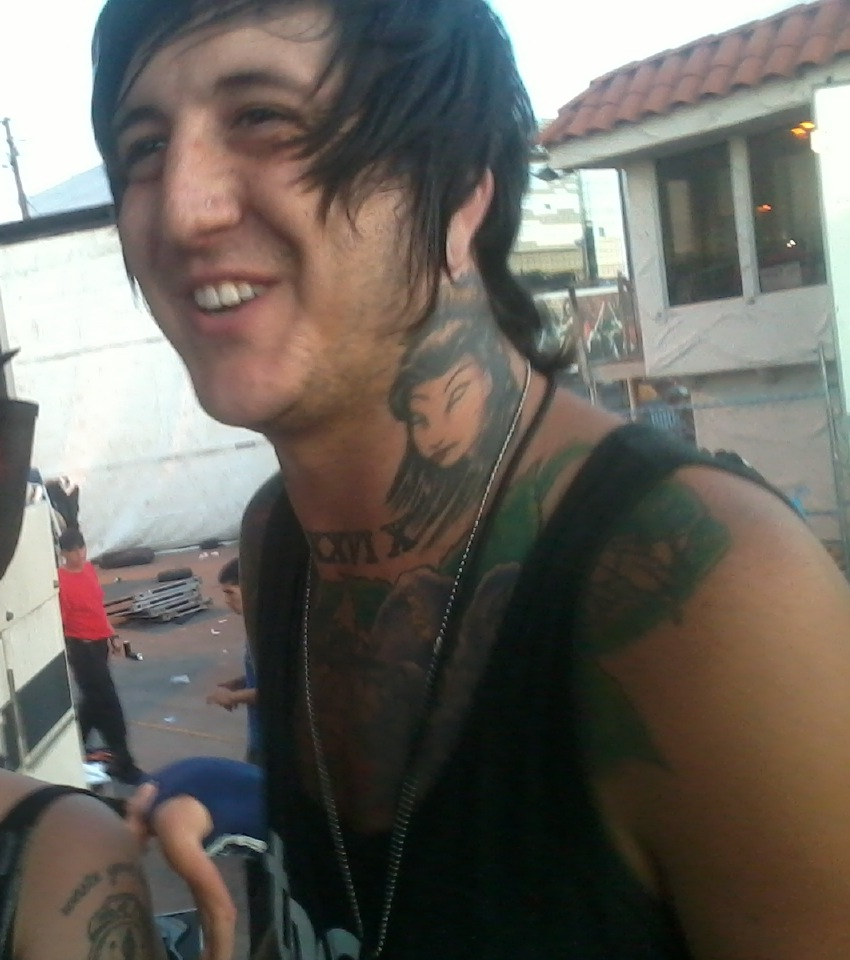
Austin Carlile im Jahr 2011 in Las Vegas

Nach neun Monaten trennte sich die Band von Sänger Jerry Roush und gab bekannt, dass Austin Carlile wieder zur Gruppe stoßen werde. Carlile war im Begriff kurz davor ein neues Musikprojekt zu gründen, jedoch kam die Anfrage, wieder in die Band einzusteigen, ihm zuvor. Nachdem Poppin wieder zu A Static Lullaby gehen musste, wurde Shayley Bourget – der bereits für die Band als Gitarrist tätig war – nun Bassist. Die Gruppe begann Ende Januar 2011 mit den Studioarbeiten an ihrem zweiten Album. Kurz nachdem Of Mice & Men die Arbeiten abgeschlossen hatten, tourte die Band gemeinsam mit Sleeping with Sirens, Woe, Is Me, I Set My Friends on Fire und The Amity Affliction im Rahmen der Artery Across the Nation Tour. Es folgte eine Tour durch Australien mit The Amity Affliction, Deez Nuts und I Killed the Prom Queen. Danach war die Gruppe auf einer viertägigen Konzertreise durch das Vereinigte Königreich mit Asking Alexandria und While She Sleeps.
Am 13. Mai 2011 erschien die erste Single aus dem neuen Album Still YDG’n. Elf Tage später wurde mit Purified eine weitere Single herausgebracht. Purified ist auf der Warped Tour 2011 Kompilation von SideOneDummy. Das Album The Flood erschien am 14. Juni 2011. Die Gruppe spielte 2011 erneut auf der Warped Tour. Im September und Oktober 2011 traten Of Mice & Men mit Miss May I, Texas in July und Close to Home im Vorprogramm der Gruppe We Came as Romans auf deren I’m Alive Tour auf. Danach war die Gruppe Headliner der Monster Energy Outbreak Tour, die von Iwrestledabearonce, I See Stars, Abandon All Ships und That’s Outrageous! begleitet wurde. For the Fallen Dreams gehörten während der ersten Tourhälfte zum Line-Up der Tournee.
Am 9. Februar 2012 verließ Shayley Bourget die Gruppe. Gründe für den Ausstieg Shayleys waren ein Alkoholproblem und diagnostizierte Depression. Zuvor hatten die Musiker bekanntgegeben, im Jahr 2012 das Studio zu beziehen, um das dritte Album aufzunehmen. Am 24. Juli 2012 wurde The Flood mit einer Bonus-CD neu aufgelegt. Für die Warped Tour 2012 spielte Aaron Pauley von Jamies’s Elsewhere als Bassist, der später fester Musiker innerhalb der Band wurde.

### 2012–2016:Restoring Force

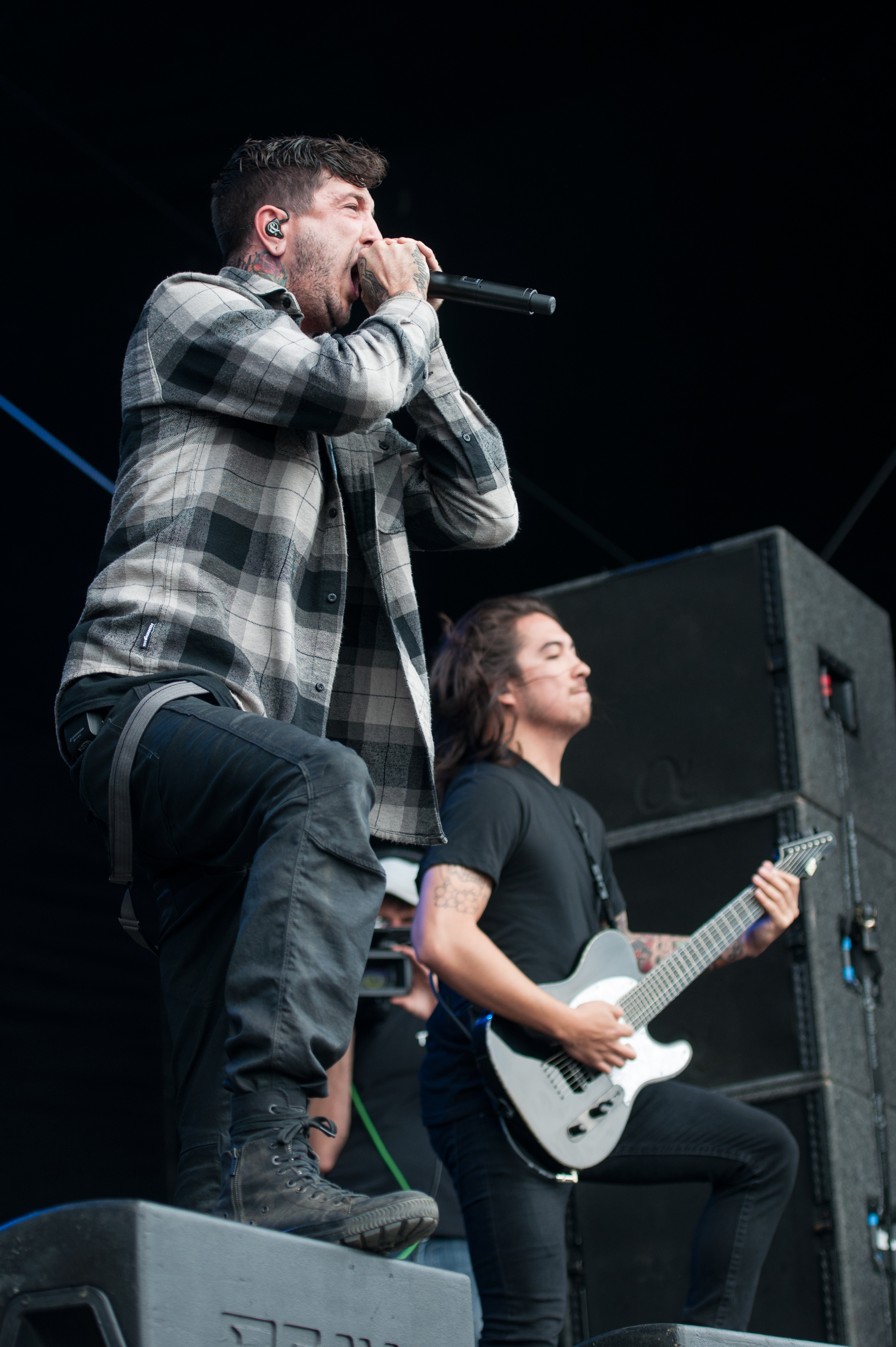
Austin Carlile (links) und Phil Manansala (rechts) auf dem Vainstream Rockfest in Münster (2014).

Am 4. Dezember 2012 gab die Gruppe über Facebook bekannt, an Demos für das dritte Album zu arbeiten. Im Februar und März 2013 spielte die Gruppe in Australien im Rahmen des Soundwave Festivals. Im Juni 2013 bezogen die Musiker mit Produzent David Bendeth ein Aufnahmestudio in New Jersey. Am 1. Oktober 2013 waren die Aufnahmen am Album abgeschlossen und die Abmischung des Albums begann. Am 17. November 2013 wurde bekannt, dass alle Arbeiten an dem Album abgeschlossen wurden. Am 1. Dezember 2013 stellte die Gruppe ihre erste Single aus dem neuen Album vor. Der Titel lautet You Are Not Alone. Zudem startete die Gruppe die Vorverkaufsphase für ihr drittes Album, das den Namen Restoring Force trägt. Das Album erschien am 28. Januar 2014 weltweit. Bereits einen Tag später stieg das Album auf Platz 17 der britischen Albumcharts ein. In Australien positionierte sich das Album sogar in die Top Ten, auf Platz 9. Allein in den Vereinigten Staaten verkaufte sich Restoring Force, laut Billboard ungefähr 50,000 mal in der ersten Woche nach der Veröffentlichung des Albums. Dort stieg das Album sogar auf dem vierten Platz ein mit insgesamt 51,000 verkauften Tonträgern in der ersten Verkaufswoche.
Zwischen dem 3. Februar 2014 und dem 28. März 2014 war die Gruppe mit Bring Me the Horizon auf einer ausgedehnten Konzertreise durch die Vereinigten Staaten und Kanada zu sehen. Im April wird eine Mini-Europakonzertreise mit Issues und Beartooth folgen. Im Juni war die Gruppe erstmals auf Rock am Ring und Rock im Park zu sehen. Auch wurde Of Mice & Men für das With Full Force und dem Vainstream Rockfest gebucht. Allerdings musste die Gruppe die Auftritte auf dem Summer Breeze, dem Pukkelpop und dem Elbriot aufgrund von gesundheitlichen Problemen ihres Sängers absagen. Im Anschluss an den Konzerten durch Europa flog die Gruppe zurück in die USA, um an dem weiteren Verlauf der Warped Tour teilnehmen zu können. Die Gruppe wurde für die Konzerte zwischen dem 8. Juli und 3. August 2014 bestätigt.

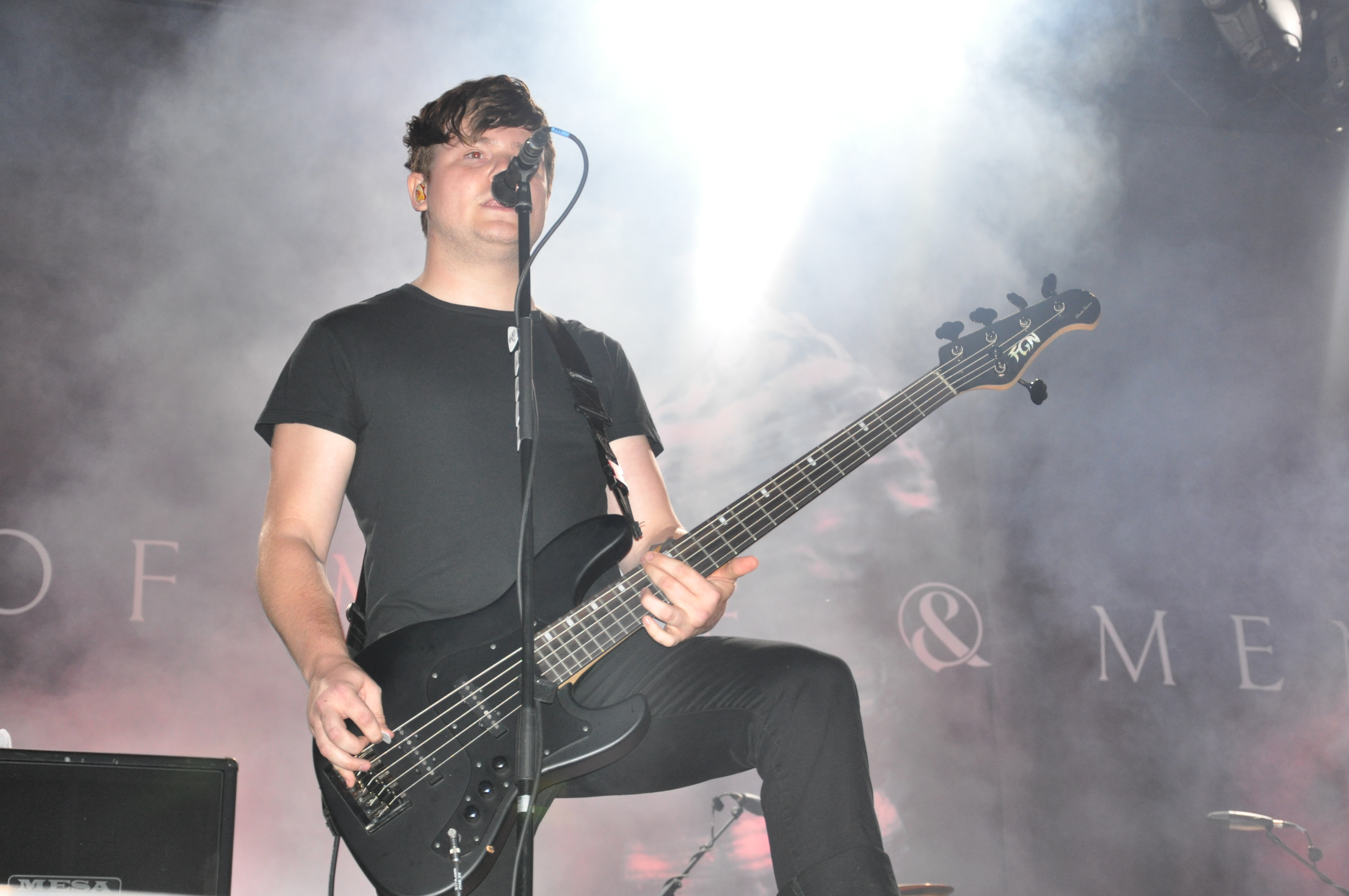
Aaron Pauley beim Rock am Ring 2014

Of Mice & Men wurden am 8. Juli 2014 als Vorband für die Arena-Europatournee von Linkin Park, welche zwischen dem 3. und 23. November 2014 stattfand, gebucht. Diese Konzertreise führte durch die Schweiz, das Vereinigte Königreich, die Niederlande, Deutschland, Frankreich und Österreich. Während der laufenden Tournee mit Linkin Park absolvierte die Band drei Headliner-Shows mit Crossfaith und Coldrain in Münster, Wiesbaden und in Luxemburg. Im Januar und Februar 2015 sollte Of Mice & Men ebenfalls auf der Nordamerika-Tournee von Linkin Park im Vorprogramm auftreten. Als weitere Vorgruppe wurden Rise Against bestätigt. Allerdings wurde die Tournee nach drei absolvierten Konzerten aufgrund einer Verletzung von Chester Bennington abgesagt. Direkt im Anschluss war die Band im Vereinigten Königreich zu sehen. Ende April startete die Band gemeinsam mit Crown the Empire und Volumes eine Konzertreise durch die Vereinigten Staaten mit Auftritten auf dem Rock on the Range, Rock in Rio und Rocklahoma, welche am 7. Juni 2015 enden sollte. Allerdings musste der Auftritt im SOMA in San Diego, Kalifornien am 7. Juni aufgrund einer Einlieferung des Sängers ins Krankenhaus abgesagt werden. Auch ein Auftritt in Mexiko-Stadt war davon betroffen.

### 2016:Live at Brixton,Cold Worldund Carliles zweiter Ausstieg

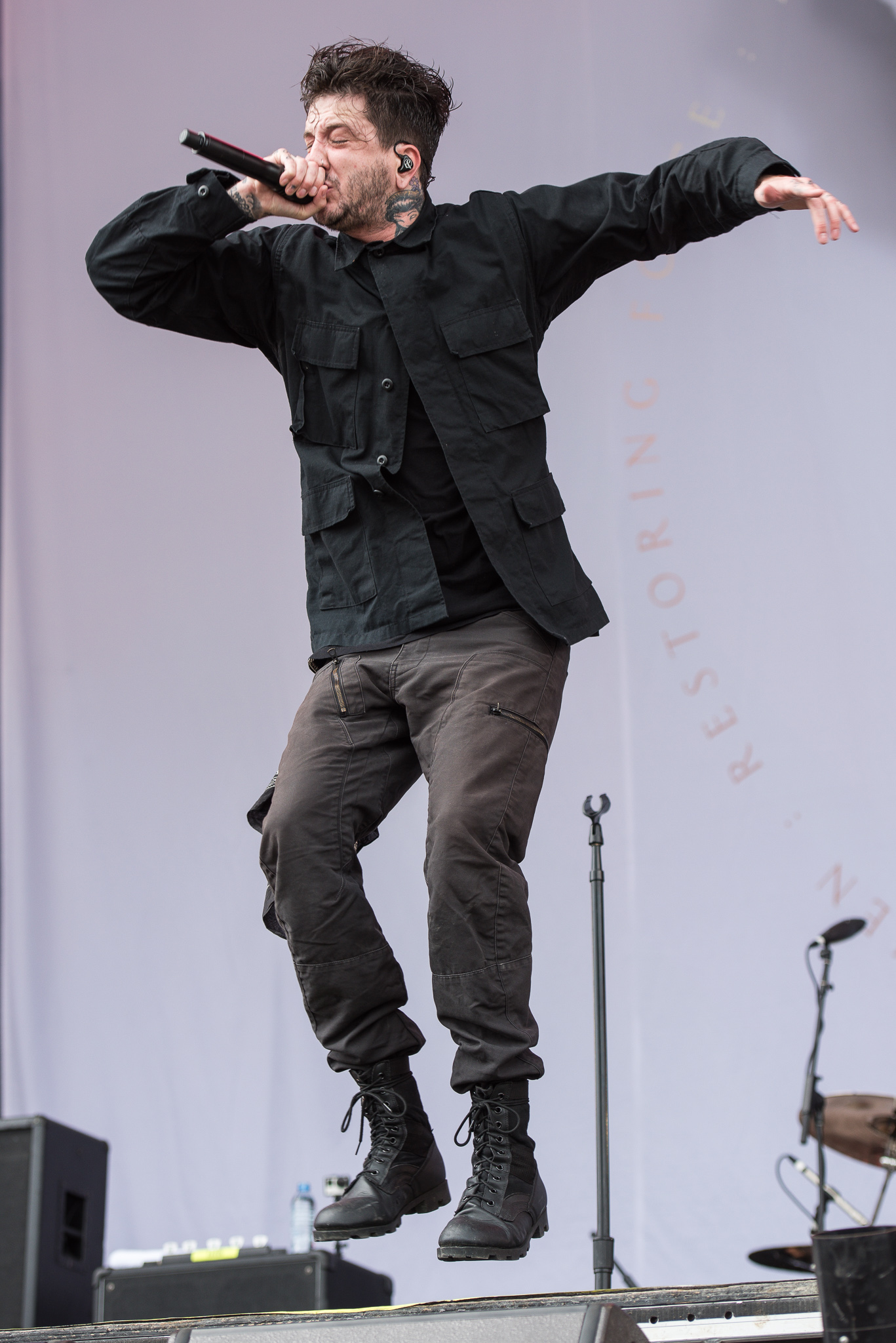
Austin Carlile beim Rock im Park 2016

Am 27. Mai 2016 wurde mit Live at Brixton das erste Live-Album der Band veröffentlicht. Das Konzert, welches für diese DVD aufgenommen wurde, fand im März des Jahres 2015 statt. Einen Tag nach der Veröffentlichung des Live-Albums spielte die Band auf dem Slam Dunk Festival ihre ersten Konzerte des Jahres 2016 was unter anderem durch eine erneute Herzoperation an Sänger Austin Carlile begründet war. Bereits im Februar wurde angekündigt, dass Of Mice & Men zwischen dem 9. Juni und 5. August des Jahres 2016 zusammen mit Marilyn Manson im Vorprogramm von Slipknot auf deren USA-Konzertreise spielen würden. Am 18. Juni 2016 wurde Carlile erneut ins Krankenhaus gebracht um eine weitere Herzoperation durchzuführen.
Am 27. Juni 2016 wurde mit Cold World das vierte Studioalbum für den 9. September 2016 angekündigt. Am selben Tag wurde das Musikvideo zum Stück Pain veröffentlicht.
Vom 10. bis 18. Dezember 2016 spielte die Band als Hauptvorband für A Day to Remember in Australien. Zuvor sollte die Gruppe zwischen dem 30. September und dem 25. Oktober 2016 eine ausgedehnte Konzertreise durch mehrere Staaten Europas spielen. Die Tournee wurde am 9. Oktober aufgrund von gesundheitlicher Probleme des Sängers Austin Carlile abgebrochen. Tags zuvor musste die Band ihr Konzert in Portsmouth verfrüht abbrechen.
Am 30. Dezember 2016 verließ Austin Carlile aufgrund anhaltender Herzprobleme die Band. Dies gab er in einem offiziellen Statement bekannt. Die Gruppe beschloss keinen neuen Sänger zu suchen, sodass Bassist Aaron Pauley, der seit 2012 in der Band spielt, den Posten des Sängers bei Of Mice & Men übernahm.

### Seit 2017:DefyundEarthandsky
Am 24. April und am 22. Mai 2017 veröffentlichte die Gruppe mit Unbreakable und Back to Me ihre ersten beiden Singles mit Pauley als Frontsänger. Im November erfolgte die Herausgabe der dritten Single Warzone und zeitgleich mit ihr die Ankündigung des Albums Defy für den Januar des darauffolgenden Jahres. Es folgten die Veröffentlichungen zweier weiterer Singles, wovon die zweite Single eine Coverversion des Liedes Money von Pink Floyd darstellt, ehe das Album am 19. Januar 2018 herausgegeben wurde. Kurz darauf ging die Gruppe auf eine Nordamerikatournee, die zwischen dem 2. Februar und dem 3. März 2018 absolviert und von Blessthefall, Cane Hill und Fire from the Gods begleitet wurde.
Im Oktober des Jahres 2018 gab Aaron Pauley bekannt gemeinsam mit dem Produzenten Josh Wilbur, der für seine Arbeiten mit Lamb of God Bekanntheit erlangt hat, an einem neuen Album zu arbeiten. Zwischen dem 14. Februar und dem 26. Juni 2019 brachte die Gruppe drei Singles heraus. Eine davon heißt Night Terror und stellt eine musikalische Zusammenarbeit mit dem Produzenten Kayzo sowie dem Musiker Yultron dar. Im Juli wurde die Veröffentlichung ihres nunmehr sechsten Studioalbums Earthandsky für den 27. September 2019 an.
Im August des Jahres 2019 spielten Of Mice & Men erstmals auf dem Wacken Open Air. Anfang Juni 2020 sollte die Band zum dritten Mal nach 2014 und 2016 auf den Schwesterfestivals Rock am Ring und Rock im Park auftreten. Allerdings wurden im Zuge der weltweit grassierenden COVID-19-Pandemie alle Großveranstaltungen von der Bundesregierung verboten und im Zuge dessen abgesagt.
Mitte Juni 2020 wurden Vergewaltigungsvorwürfe gegenüber den ehemaligen Frontsänger Austin Carlile bekannt, die bereits mehrere Jahre zurückliegen. Die Band sowie deren Gitarrist Alan Ashby veröffentlichten jeweils ein Statement, in welchen sie sich gezielt von Carlile distanzierten.

## Diskografie

### Alben
| Jahr | Titel Musiklabel             | Höchstplatzierung, Gesamtwochen, AuszeichnungChartplatzierungen (Jahr, Titel, Musiklabel, Platzierungen, Wochen, Auszeichnungen, Anmerkungen) | Höchstplatzierung, Gesamtwochen, AuszeichnungChartplatzierungen (Jahr, Titel, Musiklabel, Platzierungen, Wochen, Auszeichnungen, Anmerkungen) | Höchstplatzierung, Gesamtwochen, AuszeichnungChartplatzierungen (Jahr, Titel, Musiklabel, Platzierungen, Wochen, Auszeichnungen, Anmerkungen) | Höchstplatzierung, Gesamtwochen, AuszeichnungChartplatzierungen (Jahr, Titel, Musiklabel, Platzierungen, Wochen, Auszeichnungen, Anmerkungen) | Höchstplatzierung, Gesamtwochen, AuszeichnungChartplatzierungen (Jahr, Titel, Musiklabel, Platzierungen, Wochen, Auszeichnungen, Anmerkungen) | Anmerkungen                              |
| Jahr | Titel Musiklabel             | DE | AT | CH | UK | US | Anmerkungen                              |
| ---- | ---------------------------- | --- | --- | --- | --- | --- | ---------------------------------------- |
| 2010 | Of Mice & Men Rise Records   | — | — | — | — | US115 (1 Wo.)US | Erstveröffentlichung: 9. März 2010       |
| 2011 | The Flood Rise Records       | — | — | — | — | US28 (4 Wo.)US | Erstveröffentlichung: 14. Juni 2011      |
| 2014 | Restoring Force Rise Records | — | — | — | UK17 (2 Wo.)UK | US4 (12 Wo.)US | Erstveröffentlichung: 28. Januar 2014    |
| 2016 | Cold World Rise Records      | DE80 (1 Wo.)DE | — | — | UK91 (2 Wo.)UK | US20 (1 Wo.)US | Erstveröffentlichung: 9. September 2016  |
| 2018 | Defy Rise Records            | DE58 (1 Wo.)DE | AT44 (1 Wo.)AT | CH42 (1 Wo.)CH | UK51 (1 Wo.)UK | US48 (1 Wo.)US | Erstveröffentlichung: 19. Januar 2018    |
| 2019 | Earthandsky Rise Records     | DE78 (1 Wo.)DE | — | — | — | — | Erstveröffentlichung: 27. September 2019 |
| 2021 | Echo Rise Records            | — | — | — | — | — | Erstveröffentlichung: 3. Dezember 2021   |

### Livealben
- 2016: Live at Brixton (Rise Records)

### Kompilationen
- 2010: Punk Goes Pop 3 (mit Blame It von Jamie Foxx, Fearless Records)
- 2011: Warped Tour Kompilation (mit Purified)

### Lieder
- Second & Sebring (2010, US: Gold)[59]
- Those in Glass Houses (2010)
- The Depths (2012)
- You’re not Alone (2013)
- Bones Exposed (2014)
- Would You Still Be There (2014, US: Gold)[59]
- Feels Like Forever (2014)
- Identity Disorder (2014)
- Broken Generation (2015)
- Another you (2015)
- Never Giving Up (2015)
- Live at Brixton (2016)
- Pain (2016)
- Real (2016)
- Unbreakable (2017)
- Back to Me (2017)
- How to Survive (2019)
- Mushroom Cloud (2019)

## Auszeichnungen
- Kerrang! Awards[60]
  - 2012: Best International Newcomer (nominiert)
  - 2013: Best Live Band (gewonnen)